# Rencontre, Amour et Sexe
Pour plus de détails, voir Fiche technique et Distribution.
Rencontre, Amour et Sexe ou Les habitudes de reproduction des terriens en Belgique (The Mating Habits of the Earthbound Human) est un film américain écrit et réalisé par Jeff Abugov en 1999.
C'est une comédie présentée sous la forme d'un documentaire animalier au cours duquel un extraterrestre (en voix off) décrit les habitudes de reproduction des humains.

## Synopsis
Un extraterrestre inconnu décrit, au cours d'une conférence, une histoire d'amour entre deux Terriens, du moment de leur rencontre jusqu'au moment de l'accouchement, afin d'illustrer leur mode de reproduction. Le narrateur extraterrestre intervient au cours de l'histoire en voix off, pour tenter d'expliquer les comportements des protagonistes. Il utilise de nombres métaphores visuelles.

## Fiche technique
- Titre : Rencontre, Amour et Sexe
- Titre original : The Mating Habits of the Earthbound Human
- Réalisation : Jeff Abugov
- Scénario : Jeff Abugov
- Musique : Michael McCarty
- Photographie : Michael K. Bucher
- Montage : Stephen R. Myers
- Production : Larry Estes
- Société de production : Earthbound Human Productions Inc., SearchParty Films et Welb Film Pursuits
- Société de distribution : Independent Artists (États-Unis)
- Pays :  États-Unis
- Genre : Comédie et science-fiction
- Durée : 88 minutes
- Dates de sortie : 
  -  États-Unis : 3 septembre 1999

## Distribution
- David Hyde Pierce : le narrateur
- Mackenzie Astin (en) : Billy, le mâle
- Carmen Electra : Jenny Smith, la femelle
- Markus Redmond : Jimmy, l'ami du mâle
- Lucy Liu : Lydia, l'amie de la femelle
- Lisa Rotondi : Lana, l'amie dévergondée de la femelle
- Jack Kehler : le père du mâle
- Leo Rossi : le père de la femelle
- Antonette Saftler : la mère de la femelle
- Marc Blucas : l'ex-petit ami de la femelle
- Anne Gee Byrd : le patron de la femelle
- Eric Kushnick : le frère de la femelle
- Linda Porter : la vieille et sage femme
- Tyler Abugov : le fils de rêve de la femelle
- Lynn Ann Leveridge : la grosse femelle

## Commentaire
Le narrateur interprète toujours de travers les comportements humains. Un des thèmes développés par ce film est le fait que l'homme se trompe peut-être de la même façon quand il essaye de décrire les comportements des animaux.